# Hamtaro (spelserie)
Hamtaro är en serie datorspel, som baseras på den tecknade serien med samma namn. Spelen har lanserats till Game Boy, Game Boy Advance, Nintendo DS och PC.

## Spel som ingår i serien
- Hamtaro: Ham-Hams Unite! (2001), Game Boy
- Hamtaro: Wake Up Snoozer! (2002), PC
- Hamtaro: Ham-Ham Heartbreak (2003), Game Boy Advance
- Hamtaro: Rainbow Rescue (2003), Game Boy Advance
- Hamtaro: Ham-Ham Games (2004), Game Boy Advance
- Hi! Hamtaro Ham-Ham Challenge (2007), Nintendo DS